# モーゼとアロン
『モーゼとアロン』（Moses und Aron）は、アルノルト・シェーンベルク作曲の未完のオペラ。
十二音技法によって書かれ、1つのセリー（音列）が基礎になっている。単一のセリーでオペラを書いたことはシェーンベルクには1つの誇りであったようで、エッセイ「12音技法の作曲」の中で「私は1つのセリーで1曲のオペラを作ることができる」と述べている。全3幕の予定だったが、第3幕はシェーンベルクによる台本が書かれたのみで作曲は中断された。第2幕まではオーケストレーションも含めてシェーンベルク自身の手で完成されている。全曲にわたって演奏は技術的に困難であり、第2幕第3場の「黄金の子牛の踊り」は特に難しい。シェーンベルク自身は、エレクトロニクスの力を借りなければ演奏は不可能だろうと考えていた。

## 作曲の経過
当初はオペラとしてではなく、カンタータ「モーゼと燃える柴」として構想された。現在知られている限り、このことに触れたのはアントン・ヴェーベルン宛の手紙（1926年3月29日）が最初であるが、その内容から見ると、台本はもっと以前から手をつけていたらしい（1933年10月16日のアルバン・ベルク宛の手紙でも、同様の内容のことが触れられている）。
1926年以降になって「モーゼと燃える柴」を改作した際、より大規模な作品にすることに決め、1928年10月にその台本草稿を完成させた。この段階では、オラトリオとして作曲するつもりであったらしい。しかし、その後18ヶ月間は進展がなく、1930年5月になって、ようやく第1、2幕の台本の最終版が完成される。「モーゼとアロン」をオペラとして作曲することを考え始めるのはこのころであるらしい。
作曲は、1930年5月7日に開始され、第1幕は1931年7月14日に完成。間奏曲は、同年同月の20から25日に書かれた。その後、直ちに第2幕の作曲に入り、1932年3月10日に完成された。この間に第3幕のスケッチも行われていたが、スケッチのレベルを越えることはなかった。ナチスに追われて、1933年にシェーンベルクはアメリカへ移住するが、その後も第3幕の完成をあきらめたわけではなかった。1933年6月から1934年3月にかけて、第3幕の台本が改稿されている。この時点で、シェーンベルクは第3幕の方向性を大きく旋回させている。また、1937年には、第3幕の音楽をどうするかについて一考している。
シェーンベルクは最晩年に至っても、第3幕の完成には意欲をみせていたようである。未完に終わった理由は諸説あるが、決定的なものはない。

## 台本
旧約聖書の「出エジプト記」の第3、4、32章を下敷きにシェーンベルク自身によって作られた。宗教的題材を基礎としながらも、シェーンベルクの解釈はかなり個性的である。その理由の一つは、ナチスによるユダヤ人迫害というドイツの政治的状況にある。

## 曲の構成

### 第1幕
第1幕は4場からなる。前奏は始めから合唱の声が入っていて、音楽としては非常に大胆な設計をしている。

#### 第1場
神が燃える柴を通してモーゼに、神の預言者となり、エジプトでファラオの奴隷になっているイスラエルの民を解放せよと伝える。モーゼは、自分は年老いているし、誰も自分を信じようとはしないだろうと言う。しかし、神はそれを否定する。重ねてモーゼは、自分には、民衆を説得するだけの弁舌の才がないことを訴える。神は、モーゼの口の代わりになる人物として、モーゼの弟、アロンを挙げる。そして、イスラエルの民は唯一の神によって選ばれたる民であり、ゆえに神を知り、ただ一つの神を崇拝すべきである、イスラエルの民は今後数千年にわたって多くの辛苦に耐えねばならない、しかし、その末に、イスラエルの民は神と一体となり、全人類のモデルとなるであろう、と約束する。

#### 第2場
モーゼは荒野でアロンと出会う。しかし、対話のうちに、両者の考え方の違いが次第に露わになる。アロンは、想像することができない神を、イスラエルの民が愛することができるのかと疑問を抱く。そして、神は人の罪を代々にわたって罰し、
また、神の命令に忠実なる者には報いるのだと言う。アロンは、新たなる神がイスラエルの民をファラオの呪縛から解放することに希望を託す。一方、モーゼは、神は見ることのできない全能の存在であり、人を罰したり、報いたりはしない、乞食が願いを聞きいれてもらうために供物を捧げたとしても、神はそれに心を動かされるようなことはないと、反論する。

#### 第3場
若者と、少女、男、司祭が、モーゼやアロン、そして新たなる神について語り合っている。一部の者は、モーゼが戻ってきて新たな反乱をそそのかすのではないかと心配する。若者は、新たなる神がどのように見えるだろうか、と想像し、
男は、神はファラオよりも強いだろう、そして、我々を助けてくれるだろう、と想像する。少女は、快活で若く、ハンサムな神だろうと思う。民衆の意見は2つに割れる。一方は、新たなる神は、我々を救い、ファラオよりも強い神であるから、崇拝すべきだと言う。他方は、ファラオよりも強い神などいない、神々は我々に愛など与えてくれない、今のままがいい、と言う。やがて、遠くからモーゼとアロンがやってくるのが見える。

#### 第4場
モーゼとアロンが民衆の前に現れる。アロンは民衆に、新たなる神を崇拝すべきことを説く。民衆は、神を見せろと迫る。
アロンは、神は見ることが出来る存在ではないと説明するが、民衆は納得せず、そのような神は欲しない、そのような神に
与えられる自由などいらないと言い、嘲笑する。モーゼは、自分の思考をアロンの言葉を通して伝えられないことに失望する。アロンは、モーゼの杖を持ち出し、民衆の目の前でそれを地面に投げ出し、杖を蛇に変えて見せる。そして、おののく民衆の前で、蛇がモーゼの手に戻ると再び杖に変化する様子を見せる。アロンは、杖は法をあらわす、そして、その杖はモーゼのものである、ゆえに、モーゼに従うのだ、と説く。民衆は、アロンが杖を蛇に変えた力に驚き、その蛇を杖に戻したモーゼの更に大きな力に驚く。そして、アロンがモーゼの僕であり、さらにモーゼは神の僕であり、それならば、新たなる神の力も大いなるものであろうと考えるようになる。
そこに司祭が異議を唱える。新たなる神がファラオの力に打ち勝ち、我々を自由にできるのか、と。民衆は疑心暗鬼になる。アロンは、説得のために、モーゼの健康な手を民衆に示して、もう一つの奇跡を起こしてみせる。民衆に向かって、司祭の考えは病んでいる、そして、それを知っているがゆえに、モーゼの心もまた病にかかっている、そのために、モーゼの手を胸に置くと、健康だった手がただれてしまうのだ、と言って、実際、その通りになることを実演してみせる。これにおののく民衆に向かって、アロンは更に続ける。しかし、同時にモーゼの胸には神が宿っている、ゆえに、その力が、ただれた手を再び健康な手に戻すことが出来るのだ、と。民衆は、実際にそうなる様子に驚愕する。アロンは、自分たちの心の中に宿る神を探せ、その力がファラオを打ち負かすのだと、熱烈に説く。こうして、民衆は新たなる神を受け入れる。アロンは、砂漠をぬけた後に、神がイスラエルの民を約束の地へと導くだろうと約束する。

### 間奏曲
合唱つきの短い間奏曲。シナイ山へ上ったまま40日待っても戻らないモーゼを待つ民衆の不安がモティーフとなっている。

### 第2幕
第2幕は全5場からなる。(以下、準備中)

#### 第1場
アロンと70人の長老が集まっている。
司祭が、40日待ってもモーゼはシナイ山から戻ってこず、
法も神の命令も与えられないと怒り出す。
長老の中には、エジプトにいた時よりも状況は悪いと言い出す者も出てくる。
長老たちは、今や力が支配しており、みだらなことをしても罰せられず、
美徳を追っても報われないと嘆く。
神はモーゼにのみ信託を伝えると約束し、神の法と命令は
自分の口を通して伝えられるのであり、観念以前に形を求めてはならないと
アロンは説得するが、長老たちは聞く耳をもたない。
既に事態は遅すぎ、民衆は意気消沈している、
彼らは怒り、長老たちを信用しなくなった、
啓示を受けに行くというのはまやかしだ、
モーゼは逃げ出したのだと長老たちは言い出す。
遠くから、怒り狂った民衆の声が聞こえ、
急速に近づいてくる。

#### 第2場
民衆は、モーゼを探し八つ裂きにすると怒り狂っている。彼らは、新たなる全能の神も信用しない。知覚することのできないこの神を破壊し、昔の、崇拝することのできる多神教の神々をわれわれに戻せ、そうしなければ、お前たちを八つ裂きにするぞ、とアロンや長老たちを脅す。長老たちは民衆を説得するように、アロンに懇願する。
アロンは、民衆に言う。弟モーゼは我々の近くにいようと遠くにいようといつもの場所にとどまっている。モーゼは、山の頂で神の近くにいる。モーゼは遠く離れて我々を置いていったのかもしれない。いや、神がモーゼをおいていってしまったのかもしれない。多分、モーゼは神に近寄りすぎたのだ。かの神はとても過酷で、モーゼを殺してしまったのかもしれない、と。
アロンの最後の言葉は、瞬く間に民衆の間に広まっていく。そして、その内容もあっという間に変わってしまう。いつの間にか、モーゼはもともと信仰していた多神教の神に殺されたことになってしまう。民衆は、新しい神はモーゼを守ることができない無力な神だ、
そのような神を信仰させようとする聖職者は殺してしまえと騒ぎ出す。
70人の長老たちに助けてくれと頼み込まれたアロンは、民衆に向かって、望みどおりもとの多神教の神を戻すと宣言する。アロンは更に、神々が近くに感じられ、見えるように、想像できるように、形を与えよう、金で偶像をつくるのだ、と呼びかける。民衆は大喜びする。この世に共にあって、有限の存在で、想像することができ、はっきりとした存在で、確かに感じることができる、そのような神々は、私たちが望まないものを求めようとしない、私たちの感覚と近く、理解することが可能だ、美徳を讃えられることは悦びであり、悪行は正義によって罰せられる、行いには相応の報いがあることを示してくれ、神々よ、その力を見せよ、喜べ、イスラエルの民よ、今この瞬間が輝かしく、遠い永遠は暗い、快楽はその結果を避けはしない、快楽は、恐れることなく喜んで結果を求める、喜びは生と、そして死とも隣り合わせであって、生を死へと高める、危険は、生への愛情を、着実さ、勇敢さを燃えあがらせる、イスラエルの民は、自分たちの最も奥底にあった感覚を形としてあらわし、神々に与えた、神々の偉大なる栄光は、イスラエルの民の金と結びついている、自分の富をうちすてよ、金を差し出し、神々にささげよ、神々は、イスラエルの民を飢えさせることはないのだ、喜べ、イスラエルの民よ、と歌う。

### 第3幕
（台本のみで作曲はされていないが、新全集版のスコアでは多数のスケッチが公開されている。）
アロンの行動は罪と断定されたが、モーゼとの論争は依然として平行線をたどる。モーゼが雄弁でアロンを鎖から解放するがアロンは死ぬ。モーゼがイスラエル民族に告げる予言「神と一つに結ばれん」でこのオペラは閉じられる。

## 楽器編成
フルート3（全員がピッコロ持ち替え）、オーボエ3（第3奏者はコーラングレ持ち替え）、E♭クラリネット、クラリネット2、バス・クラリネット、ファゴット2、コントラファゴット、ホルン4、トランペット3、トロンボーン3、チューバ、打楽器：奏者6（トライアングル、グロッケン、ゴング、シンバル、タムタム、タンブリン、テナードラム、小太鼓、大太鼓、フレクサトーン、ラチェット、グロッケンシュピール、シロフォン）、ハープ、ピアノ、チェレスタ、マンドリン2、弦五部（14型）
舞台上にピッコロ、フルート1、コーラングレ、クラリネット、ホルン1、トランペット2、トロンボーン2、打楽器（ゴング、シンバル、鈴、大太鼓、シロフォン）、ピアノ、ギター2、マンドリン2

## 登場人物
- モーセ（語り手）
- アロン（テノール）
- 若い娘（ソプラノ）
- 病気の女（アルト）
- 若い男（テノール）
- 裸の若者（テノール）
- もう一人の男（バリトン）
- エフライム（バリトン）
- 司祭（バス）
- 4人の裸の少女（ソプラノ2、アルト2）
- 草むらの声（ソプラノ、児童、アルト、テノール、バリトン、バス）
- 物乞い（アルト6～8、バス6～8）
- 数人の老人（テノール複数）
- 70人の長老（バス約25、他はエキストラ）
- 12人の支族長（テノール複数、バス複数）
- 合唱（ソプラノ、メゾソプラノ、アルト、テノール、バリトン、バス）
- オーケストラ内の6人の独唱（ソプラノ、メゾソプラノ、アルト、テノール、バリトン、バス）
- 男女の舞踊手（複数）
- エキストラ

以上はショット社による。

## 演奏時間
1時間40分（各幕50分）

## 演奏形式
劇場用オペラとして作曲されたが、演奏会形式のオペラや一種のオラトリオとして演奏されることもある。完成された第2幕まで演奏して終了する形態と、その後第3幕のセリフのみをモーゼとアロンの対話として語らせて終了する形態の2種類がある。

## 初演
1950年にフィレンツェ5月音楽祭での初演の計画が持ち上がるが、これは頓挫した。代わって、第2幕の「黄金の子牛の踊り」だけがコンサートで初演された（1951年7月2日、ダルムシュタット。指揮はヘルマン・シェルヘン）。2幕まで通してのコンサート初演は、1954年3月12日、ハンブルクで、指揮はハンス・ロスバウト。舞台初演は、1957年6月6日、チューリッヒ。国際現代音楽協会（International Society of Contemporary Music）
の世界音楽祭にて。
日本初演は1970年3月28日に、大阪のフェスティバルホールにて、ブルーノ・マデルナ指揮、ベルリン・ドイツ・オペラによって行われた（2幕版）。

## 出版
楽譜は、ショット社（マインツ）、オイレンブルク社から出版されている。